# Chó do Guri
Pour les articles homonymes, voir Fatima.
Maria de Fátima, mieux connue sous son nom de plume, Chó do Guri, née le 24 janvier 1959 et décédée le 7 juillet 2017, est une femme de lettres angolaise.

## Biographie
Elle est née le 24 janvier 1959, à Quibala, province de Kwanza-Sud , en Angola. Elle est la fille d'une mère angolaise et d'un père allemand. À l'âge de deux ans, sa mère et elle s'installent à Luanda où elles vivent dans le quartier Bairro Operario. À l'âge de quatre ans, sa mère la confie à une maison pour les enfants défavorisés, n'arrivant plus à la nourrir. Elle développe un intérêt pour la poésie à un jeune âge et publie son premier poème en 1988, dans le journal Mural da Associação de Estudantes Angolanos em Portugal. Elle reçoit un enseignement primaire et secondaire à Luanda. Elle effectue ensuite des études en sciences pharmaceutiques à la Faculté de Pharmacie de l'Université de Lisbonne, au Portugal. Elle poursuit ensuite par des études en politique sociale à l'Université ouverte de Lisbonne.
Son premier livre, Vivências, est publié en 1996. Chiquito de Camuxiba est publié en 2006 et reçoit le prix de  Littérature Africaine, décerné par l'Institut de la Valle Flor Marquis. Se fondant sur les expériences de l'enfance, Un filha do Alemão (La filiation allemande) sort en 2007 et est consacré au sujet des enfants mulâtres indésirés, en Angola. L'écriture de cette œuvre a nécessité près de deux décennies, et le récit était à l'origine intitulé Un Filha do Pecado (La Fille du Péché). L'économiste António Fonseca fait l'éloge du roman, permettant selon lui de mieux comprendre "les nouvelles classes sociales de l'Angola" et de "connaître l'âme et l'histoire récente du pays".
En 2009, Un filha do Alemão, est traduit en allemand par l'Institut Goethe. Plusieurs de ses poèmes ont été publiés dans des anthologies en Angola et au Brésil. Elle a travaillé aussi en tant que chroniqueuse pour l'hebdomadaire Folha 8.
Elle meurt le 7 juillet 2017 à Luanda, des suites d'une maladie,,.

## Principales publications
- Vivências (1996)
- Bairro Operário - un minha história (1998)
- Morfeu (2000)
- Chiquito de Camuxiba (2006)
- Na Boca Árida da kyanda (2006)
- Un filha do Alemão (2007)[8]
- Songuito e Katite (2009)
- O Cambulador (2013)[9]
- Pulas, Bumbas, Companhia Limitada e muita Cuca (2016)[10]